# Jath
Jath (Joth) war ein Fürstenstaat Britisch-Indiens auf dem Dekkan-Plateau im heutigen Bundesstaat Maharashtra. Der Marathenstaat Jath wurde 1686 von Deshmuk Satvajirao gegründet. Er war 1818–1947 britisches Protektorat. Jath hatte 1941 eine Fläche von 2541 km² und 105.000 Einwohner.
Nachdem Großbritannien am 18. Juli 1947 beschlossen hatte, Indien und Pakistan in die Unabhängigkeit zu entlassen (siehe Geschichte Indiens), wurde Jath zunächst unabhängig, und der letzte Raja, Vijayasingh Rao Ram Rao („Baba Sahib Daphle“ – 1936–56), gründete zusammen mit 15 anderen Fürsten die United Deccan States, die am 5. Februar 1948 dem Staat Bombay eingegliedert wurden. Am 8. März vollzog der Raja formell den Anschluss an Indien. Am 1. November 1956 wurden alle Fürstentümer aufgehoben. Am 1. Mai 1960 entstand aus dem Südteil von Bombay der neue Bundesstaat Maharashtra.